# Woodlesford

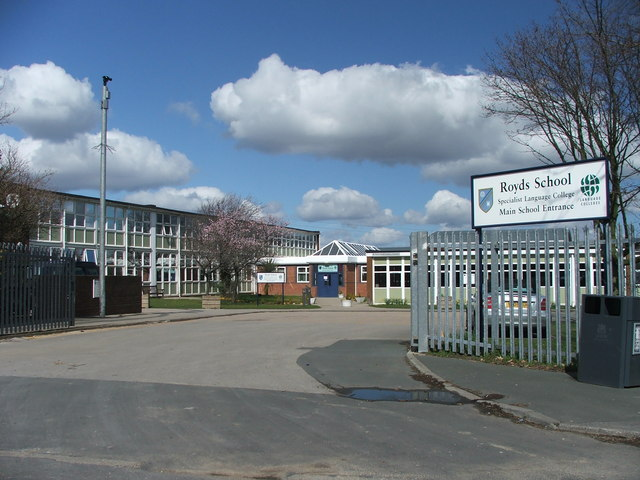
Ecole de Royds

Woodlesford est un village du Yorkshire de l'Ouest, en Angleterre. Il est situé à une dizaine de kilomètres à l'est du centre de la ville de Leeds. Il y a une gare.